# アテネオ・デ・マニラ大学
アテネオ・デ・マニラ大学（英語: Ateneo de Manila University、フィリピン語: Pamantasang Ateneo de Manila、スペイン語: Universidad Ateneo de Manila、通称: AteneoまたはAdMU）とは、フィリピンのマニラ首都圏ケソン市ロヨラハイツに位置する総合私立大学。
1859年にマニラ市民学校（Escuela Municipal de Manila）として設立された。アジア太平洋地域で2番目に古いイエズス会の運営による高等教育機関である。

## キャンパス
メインキャンパスは、ケソン市ロヨラハイツのカティプナン通り沿いに位置している。キャンパスにはロヨラスクール、附属小学校、附属高校、ロヨラスクール・オブ・セオリーがある。また、マカティのロックウェル・センターとサルセド・ビレッジのそれぞれに位置しているキャンパスには、ビジネス、法律、行政の専門大学院が置かれている。パシッグのオルティガス・センターのメディカル・コンプレックスには、医学と公衆衛生の専門大学院が置かれている。

## 著名な卒業生
- フアン・ルナ - 画家、政治活動家
- ハイメ・シン - 司教
- ベニグノ・アキノ3世  - 政治家
- ジョセフ・エストラーダ - 俳優、政治家（中退）
- テオドロ・ロペス・ロクシン・ジュニア - 政治家、外交官
- アントニオ・ルナ - 軍人
- ホセ・リサール - 革命家、医師
- キーファー・ラベナ - バスケットボール選手
- サーディ・ラベナ - バスケットボール選手
- ルイーズ・アラネタ・マルコス - 弁護士、第17代フィリピン共和国大統領ボンボン・マルコスの妻[1]